# Julia Torres
Julia Torres Aragón (Valladolid, 22 de noviembre de 1955) es una actriz española. 

## Biografía
Cursa estudios superiores de historia del arte en Madrid y completa sus conocimientos de arte y de inglés trabajando en la prestigiosa casa de subastas Sotheby's en la ciudad de Londres, oportunidad que le permite conocer el mundo de la pintura antigua y contemporánea, objetos de arte del siglo xix y de las grandes colecciones que se subastan. 
Durante su estancia en Londres, toma la decisión de abandonar su carrera profesional y dedicarse al teatro. Posteriormente se traslada a Nueva York y completa su preparación como actriz en el Actors Studio, teniendo la oportunidad de todavía asistir a alguna clase del mítico Lee Strasberg. 
Pasa por el John Strasberg Studio y asiste a diferentes clases magistrales de Uta Hagen, legendaria maestra de actores y de Geraldine Page, considerada como la más grande actriz de lengua inglesa. En Madrid asiste a las clases del TEC (Teatro Estable Castellano) bajo la dirección de William Layton, José Carlos Plaza y Miguel Narros.
Casada con el actor Joaquín Kremel, con quien forma la sociedad Bastanis, S.L. para la realización de producciones teatrales.

## Carrera Teatral
- Seis personajes en busca de autor, de Pirandello. Debut con la Compañía Teatro del Arte bajo la dirección de Miguel Narros.
- El rey Lear de Shakespeare en el personaje de Gonereil. Dirección Miguel Narros.
- Eloísa está debajo de un almendro  (1984) de Jardiel Poncela. Dirección José Carlos Plaza para el Centro Dramático Nacional.
- Los despojos del invicto señor premio Lope de Vega. Dirección Antonio Andrés Lapeña para el Teatro Español.
- En el quinto cielo de William Mastrosimone. Dirección José Pedro Carrión.
- Largo viaje hacia la noche de Eugene O'Neil. Dirección Miguel Narros y W.Layton para el Teatro Español.
- Así que pasen cinco años (1989) de Federico García Lorca. Dirección Miguel Narros para el Teatro Español.
- El aperitivo de Gerard Lauzier. Dirección Ángel Fernández Montesinos.
- Los domingos bacanal (1991) de Fernando Fernán Gómez. Dirección José Luis García Sánchez.[2]
- Vis a vis en Hawai (1992) de José Luis Alonso de Santos. Dirección Gerardo Malla.
- Luna de miel para seis de Hugo Sofovish. Dirección Eduardo Bazo.
- Se infiel y no mires con quien (1998) de Cooney y Chapman. Dirección Jaime Azpilicueta.
- Lucernario de David Hare. Dirección Francisco Vidal
- La jaula de las locas de Jerry herman y libreto de Harvey Fierstein. Dirección Luis Ramírez
- Un marido de ida y vuelta. Enrique Jardiel Poncela. Dirección Francisco Vidal y Joaquín Kremel.
- Vía Dolorosa. David Hare. Ayudante de Dirección
- El invitado. David Pharao. Dirección Joaquín Kremel
- La extraña pareja. Neil Simon. Dirección Juan José Afonso

## Televisión
- Página de sucesos (1985) serie de Antonio Giménez-Rico. TVE
- Media naranja (1986) de Rosa Montero. Realización Jesús Yagüe. TVE.
- Intriga matinal (1987) con dirección de María Teresa Campos dentro del programa Por la Mañana, bajo la dirección de Jesús Hermida. TVE.
- Gatos en el tejado (1988) serie de Joaquín Oristrel. Realización Alfonso Ungría. TVE
- María de las noches serie escrita y dirigida por Emma Cohen. TVE
- Menos lobos serie para TVE. Realización Marcelo Bravo.
- ¡Ay, Señor, Señor! (Capitular, 1995); serie de Andrés Pajares. Realización Julio Valdés. Antena 3
- Médico de familia (1996-1997). Serie de Emilio Aragón Álvarez. Telecinco.

## Cine
- Oro rojo de Alberto Vázquez-Figueroa
- Ocho chicas peligrosas de Pedro Lazaga
- Conan, el bárbaro de John Von Milius
- El cementerio de los pájaros de Irina Kuverskaya
- Nadie es perfecto de Jesús Mora
- El disputado voto del señor Cayo Antonio Giménez Rico
- La rusa de Mario Camus
- Barroco de Paul Leduc
- Sangre y arena de Javier Elorrieta